# 夕方じゃんじゃん
『夕方じゃんじゃん』（ゆうがたじゃんじゃん）はKBCラジオで2017年4月3日から2021年3月26日まで放送されていたラジオの生ワイド番組。なお、この項目では、2017年シーズンから始める『ホークスじゃんじゃん』と2020年4月からスタートした『夕方じゃんじゃん総集編』（ゆうがたじゃんじゃんそうしゅうへん）についても触れる。

## 概要
これまでの『TOGGY's AHEAD!』の放送枠を受け継ぎ、新しい平日夕方の生ワイド番組として再出発するもので、この番組では、その日に入ってきたニュース・芸能・スポーツをもとに、パーソナリティ同士がトークバトルを繰り広げるトークバラエティー番組である。
2018年10月1日から、パーソナリティの担当曜日変更や追加が行われ、さらに翌2019年4月改編でさらにパーソナリティの担当曜日が変更された。
2021年3月15日の放送中に、番組の終了が発表された。

3月29日から当該枠は『PAO〜N』に吸収され、16時台が『PAO〜N・第2部（イブニング）』、『ニュース・パレード』を挟んで17:15以降が『PAO〜N・第3部（カチタカ!）』となる。

## 放送時間
ナイターシーズン
- 月曜 16:00 - 19:00
- 火曜 - 金曜 16:00 - ホークスナイター開始まで（基本的には17:55まで）

ナイターオフ
- 月曜 16:00 - 18:30
- 火曜 - 金曜 16:00 - 18:45

2020年シーズンは当初は3月24日よりKBCホークスナイター開始の予定だったが新型コロナウイルスへの感染が拡大している影響でプロ野球の開幕が6月19日まで延期となることから開幕前日の6月18日までは暫定的に火曜 - 金曜もナイターオフシーズンと同様の放送時間を維持することになった。

## タイムテーブル
- 16:00 - オープニング、じゃんじゃんニュース[4]
- 16:20 - 大喜利じゃんじゃん[5]
- 16:30 - KBC交通情報
- 16:35 - ラジオショッピング
- 16:49　
  - 石川セリのサリュー!サリュー!（月曜）
  - 藤堂和子の「女性塾」（水曜）
- 16:55 - KBC天気予報
- 17:00 - ニュースパレード
- 17:15 - じゃんじゃんクイズ
  - 電話でパーソナリティとリスナーでクイズ対決をするコーナー。お題に沿ってパーソナリティ→リスナーの順に答えを出し、3回ラリーが続くか、パーソナリティがラリーに失敗すれば賞金2000円がもらえる。リズムに乗れなかったり、答えを間違ったり、答えが出ない場合はチャレンジは終了。賞金は翌日に持ち越される。挑戦者には参加賞としてDOCOREふくおか商工会ショップ[6]の商品がもらえる。なお、聴取率調査期間中は4000円に増額される。
- 17:25 - ホークスライブスタジアム - ホークスナイターのない日はホークスを中心としたスポーツコーナー、ホークスナイターのある日は直前情報を紹介するコーナー。
- 17:30 - KBC交通情報
- 17:35 - じゃんじゃんゲスト
- 17:50 - エンディング

### ナイターシーズン月曜日
- 18:00 - 薩摩酒造 presents 食べたい!飲みたい!小雪ったい!
- 18:05 - 中島探偵団
- 18:55 - エンディング

### シーズンオフ
- 18:00 - 大喜利じゃんじゃん（火～金のみ）
- 18:20 - 曜日別コーナー
- 18:30 - 男と女
- 18:40 - エンディング

### 過去のコーナー
- じゃんじゃんピアピア
  - KBCニュースピアのその日に放送する内容を紹介するコーナーだったが、2018年3月で1992年10月から25年半続いたニュースピアが『シリタカ!』にリニューアルしたことに伴い、このコーナーも終了。
- 4時のクイズ（月曜 - 水曜、金曜）
  - 正解者の中から1名に現金2000円が貰える。なお、聴取率調査期間中は賞金が4000円に増額される、2020年3月で終了。
- 野球漫才クイズ（木曜）
  - ブルーリバーが野球漫才を披露し、披露した野球漫才を題材としたクイズを出題する。正解者の中から1名に現金2000円が貰える、2020年3月で終了。

## パーソナリティ
| 期間      | 期間      | 月曜・水曜          | 火曜               | 木曜                    | 金曜                |
| --------- | --------- | ------------------- | ------------------ | ----------------------- | ------------------- |
| 2017.4.3  | 2018.9.28 | 中島浩二 コガ☆アキ  | 中島浩二 コガ☆アキ | ブルーリバー            | 甲斐田貴之 ルーシー |
| 2018.10.1 | 2019.3.29 | 中島浩二 コガ☆アキ  | 中島浩二 岡本啓    | ブルーリバー 坂口カンナ | 甲斐田貴之 ルーシー |
| 2019.4.1  | 2020.3.31 | 中島浩二 コガ☆アキ  | 中島浩二 岡本啓    | ブルーリバー 坂口カンナ | 中島浩二 岡本啓     |
| 2020.4.1  | 2021.3.26 | 中島浩二 服部さやか | 中島浩二 岡本啓    | ブルーリバー 坂口カンナ | 中島浩二 岡本啓     |

| KBCラジオ 平日夕方ワイド枠     | KBCラジオ 平日夕方ワイド枠 | KBCラジオ 平日夕方ワイド枠             |
| 前番組                         | 番組名                     | 次番組                                 |
| ------------------------------ | -------------------------- | -------------------------------------- |
| TOGGY's AHEAD!                 | 夕方じゃんじゃん           | PAO〜N                                 |
| KBCラジオ 月曜日 18:30 - 18:45 |                            |                                        |
| TOGGY's AHEAD!                 | 夕方じゃんじゃん           | ミヤリサン製薬 ラジオ劇場 下町ロケット |

## ホークスじゃんじゃん
『ホークスじゃんじゃん』はKBCラジオで2017年4月（2017年シーズン）からナイターシーズン限定で放送されるラジオのスポーツ番組である。放送時間は火曜 - 金曜 『KBCホークスナイター』放送終了後（基本的には21:00） - 22:00。

### 概要
2016年シーズンに放送されていたKBC長浜横丁の『おでん屋台 はらちゃん』の放送枠を受け継ぎ、新しいスポーツ番組として再出発するもので、この番組では、その日に行われた、福岡ソフトバンクホークスの試合を「ファン目線」で振り返るものである。
2019年シーズンも放送しているが、同シーズンからは当日にソフトバンクの試合がデーゲームもしくは開催なしの場合、KBC長浜横丁の特別版が22:00まで放送されるため、本番組は全編休止されるようになった。
番組としては2020年9月に終了。2021年3月で『じゃんじゃん』そのものが終了することに伴い、この枠も衣替えし、『KBCホークスナイター DAN!DAN!DAN!』へ変わる。なおDAN!DAN!DAN!ではホークス主催試合のみ生放送となりビジターゲーム時は録音放送となる。

### コーナー
放送時間によって変更あり。
- PayPayドームからの中継(ホームゲームのみ)
- リスナーからのおたより紹介
- 今日の得点シーン(ホークス勝利時のみ)
- プロ野球チップス開封企画 - こちらの企画で出たカードは最終放送日にアルバムと一緒にリスナーにプレゼントされる。
- KBCニュース・天気予報
- 他球場の結果

### パーソナリティ
- 火曜 - 木曜 - ブルーリバー
- 金曜 - 岡本啓

過去
- 金曜 - 野下史織（2017年シーズンのみ）、甲斐田貴之・ルーシー（2018年シーズンのみ）

## 夕方じゃんじゃん総集編
| KBCラジオ 日曜 22:30 - 23:00                    | KBCラジオ 日曜 22:30 - 23:00 | KBCラジオ 日曜 22:30 - 23:00                               |
| 前番組                                          | 番組名                       | 次番組                                                     |
| ----------------------------------------------- | ---------------------------- | ---------------------------------------------------------- |
| ミュージックライダー!                           | 夕方じゃんじゃん総集編       | DJ MIKIO 飯島勲 今夜も一緒に語りましょう! (ニッポン放送発) |
| KBCラジオ 土曜 23:30 - 24:00                    |                              |                                                            |
| マルボシ酢・アスキープレゼンツ HAKATA SOUND FLY | 夕方じゃんじゃん総集編       | ベストアメニティ presents コンバット満のLBレコード         |